# Largny-sur-Automne
Largny-sur-Automne är en kommun i departementet Aisne i regionen Hauts-de-France i norra Frankrike. Kommunen ligger  i kantonen Villers-Cotterêts som ligger i arrondissementet Soissons. År 2022 hade Largny-sur-Automne 240 invånare.

## Befolkningsutveckling
Antalet invånare i kommunen Largny-sur-Automne
Referens: INSEE